# Cassipourea adamauensis
Cassipourea adamauensis är en tvåhjärtbladig växtart som beskrevs av Jacques-felix apud Pellegr.. Cassipourea adamauensis ingår i släktet Cassipourea, och familjen Rhizophoraceae. Inga underarter finns listade i Catalogue of Life.